# Leskovac Barilovićki
Leskovac Barilovićki – wieś w Chorwacji, w żupanii karlowackiej, w gminie Barilović. W 2011 roku liczyła 129 mieszkańców.